# パスツレラ属
パスツレラ属(Genus Pasteurella)とはグラム陰性通性嫌気性の真正細菌の一属。非運動性かつ多形性で、ほとんどの種がカタラーゼ、オキシダーゼ陽性である。多くは哺乳綱、鳥綱の常在菌として存在するが、ニワトリコレラを始めとした種々の人畜感染症にも関与する。
1887年に、ニワトリコレラのワクチンを開発するなどこれらの細菌の研究に貢献したルイ・パスツールの功績を称えて命名された。

## 下位分類（種）
- Pasteurella multocida（タイプ種） - P. aerogenes - P. bettyae - P. canis - P. dagmatis - P. gallicida - P. langaaensis - P. lymphangitidis - P. mairii - P. pneumotropica - P. skyensis - P. stomatis - P. testudinis